# قطعنامه ۱۴۴۲ شورای امنیت
قطعنامه  ۱۴۴۲ شورای امنیت سازمان ملل متحد که در تاریخ ۲۵ نوامبر ۲۰۰۲ تصویب شد، سندی بین‌المللی دربارهٔ بررسی وضعیت در قبرس است. این قطعنامه طی نشست ۴۶۴۹ام با ۱۵ رای موافق، ۰ مخالف و ۰ ممتنع تصویب شد.